# Villiers-en-Désœuvre
Pour les articles homonymes, voir Villiers.
Villiers-en-Désœuvre est une commune française située dans le département de l'Eure, en région Normandie.

## Géographie

### Localisation
Villiers-en-Désœuvre est un village de l'Eure, limitrophe du département des Yvelines au nord et à l'est (communes de Saint-Illiers-le-Bois et Bréval), et du département d'Eure-et-Loir au sud (commune de Guainville).
Les villes les plus proches de Villiers-en-Désœuvre sont Mantes-la-Jolie (28 km) et Évreux (30 km).
Villiers-en-Désœuvre est un village composé d'un bourg central et de plusieurs hameaux : Chanu, Heurgeville, Grez, le Hallot, le Val Comtat...
|            | Cravent (Yvelines)        | Lommoye (Yvelines)                                  |
| Breuilpont | Villiers-en-Désœuvre      | Saint-Illiers-le-Bois (Yvelines), Bréval (Yvelines) |
| Bueil      | Guainville (Eure-et-Loir) | Neauphlette (Yvelines)                              |

### Hydrographie
La commune est située dans le bassin Seine-Normandie. Elle est drainée par le ru de chanu,.

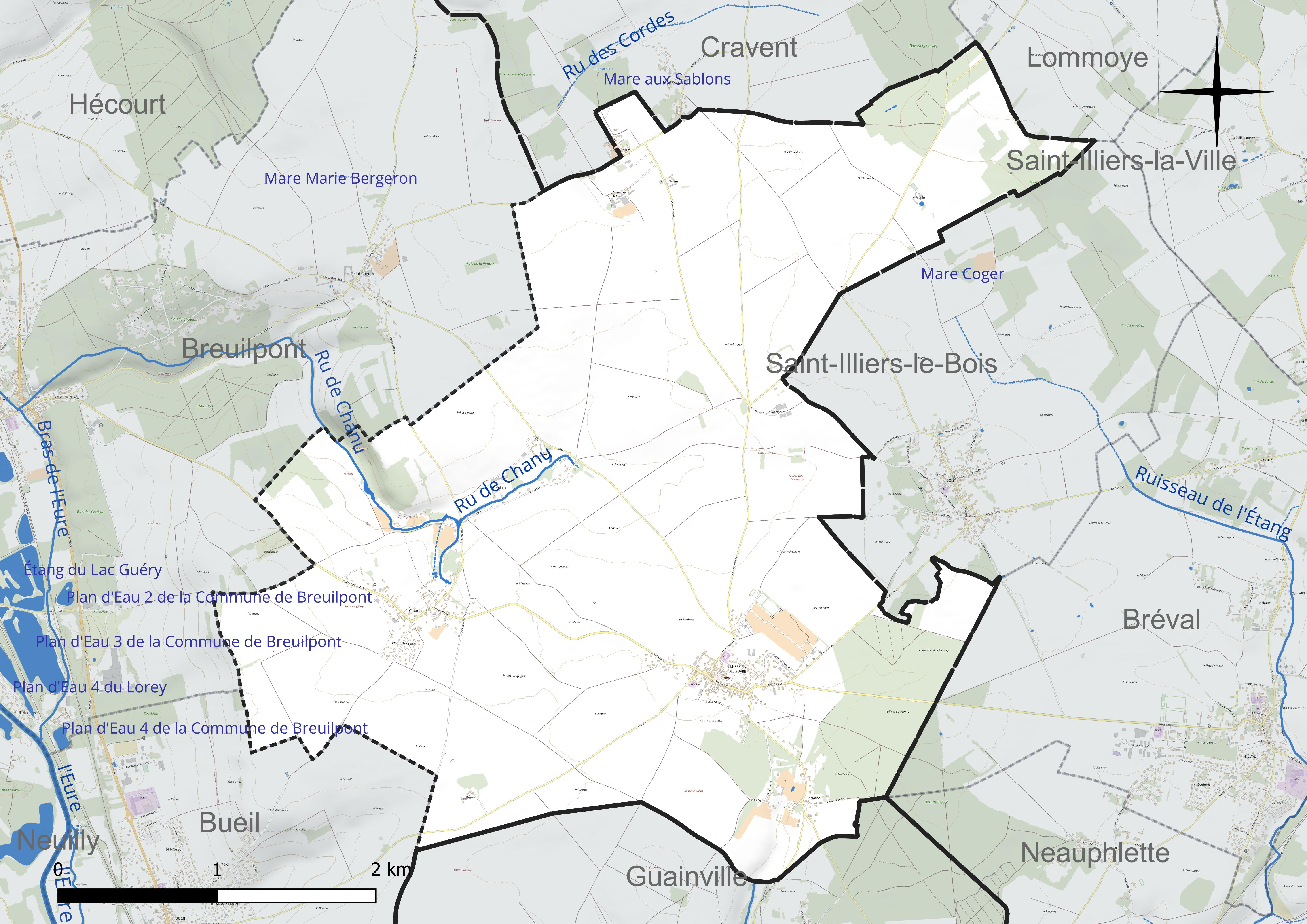
Réseau hydrographique de Villiers-en-Désœuvre.

### Climat
Pour des articles plus généraux, voir Climat de la Normandie et Climat de l'Eure.
En 2010, le climat de la commune est de type climat océanique dégradé des plaines du Centre et du Nord, selon une étude du CNRS s'appuyant sur une série de données couvrant la période 1971-2000. En 2020, Météo-France publie une typologie des climats de la France métropolitaine dans laquelle la commune est exposée à un climat océanique et est dans la région climatique  Sud-ouest du bassin Parisien, caractérisée par une faible pluviométrie, notamment au printemps (120 à 150 mm) et un hiver froid (3,5 °C). Parallèlement le GIEC normand, un groupe régional d’experts sur le climat, différencie quant à lui, dans une étude de 2020, trois grands types de climats pour la région Normandie, nuancés à une échelle plus fine par les facteurs géographiques locaux. La commune est, selon ce zonage, exposée à un « climat des plateaux abrités », correspondant aux plaines agricoles de l’Eure, avec une pluviométrie beaucoup plus faible que dans la plaine de Caen en raison du double effet d’abri provoqué par les collines du Bocage normand et par celles qui s’étendent sur un axe du Pays d'Auge au Perche.
Pour la période 1971-2000, la température annuelle moyenne est de 10,5 °C, avec une amplitude thermique annuelle de 14,6 °C. Le cumul annuel moyen de précipitations est de 653 mm, avec 10,7 jours de précipitations en janvier et 8,4 jours en juillet. Pour la période 1991-2020, la température moyenne annuelle observée sur la station météorologique la plus proche, située sur la commune de Magnanville à 14 km à vol d'oiseau, est de 11,6 °C et le cumul annuel moyen de précipitations est de 641,5 mm,. Pour l'avenir, les paramètres climatiques de la commune estimés pour 2050 selon différents scénarios d’émission de gaz à effet de serre sont consultables sur un site dédié publié par Météo-France en novembre 2022.

## Urbanisme

### Typologie
Au 1er janvier 2024, Villiers-en-Désœuvre est catégorisée commune rurale à habitat dispersé, selon la nouvelle grille communale de densité à 7 niveaux définie par l'Insee en 2022. Elle est située hors unité urbaine. Par ailleurs la commune fait partie de l'aire d'attraction de Paris, dont elle est une commune de la couronne,. 

### Occupation des sols
L'occupation des sols de la commune, telle qu'elle ressort de la base de données européenne d’occupation biophysique des sols Corine Land Cover (CLC), est marquée par l'importance des territoires agricoles (85,1 % en 2018), en diminution par rapport à 1990 (87,1 %). La répartition détaillée en 2018 est la suivante : terres arables (83,4 %), forêts (9,5 %), zones urbanisées (5,4 %), zones agricoles hétérogènes (1,5 %), prairies (0,2 %). L'évolution de l’occupation des sols de la commune et de ses infrastructures peut être observée sur les différentes représentations cartographiques du territoire : la carte de Cassini (XVIIIe siècle), la carte d'état-major (1820-1866) et les cartes ou photos aériennes de l'IGN pour la période actuelle (1950 à aujourd'hui).

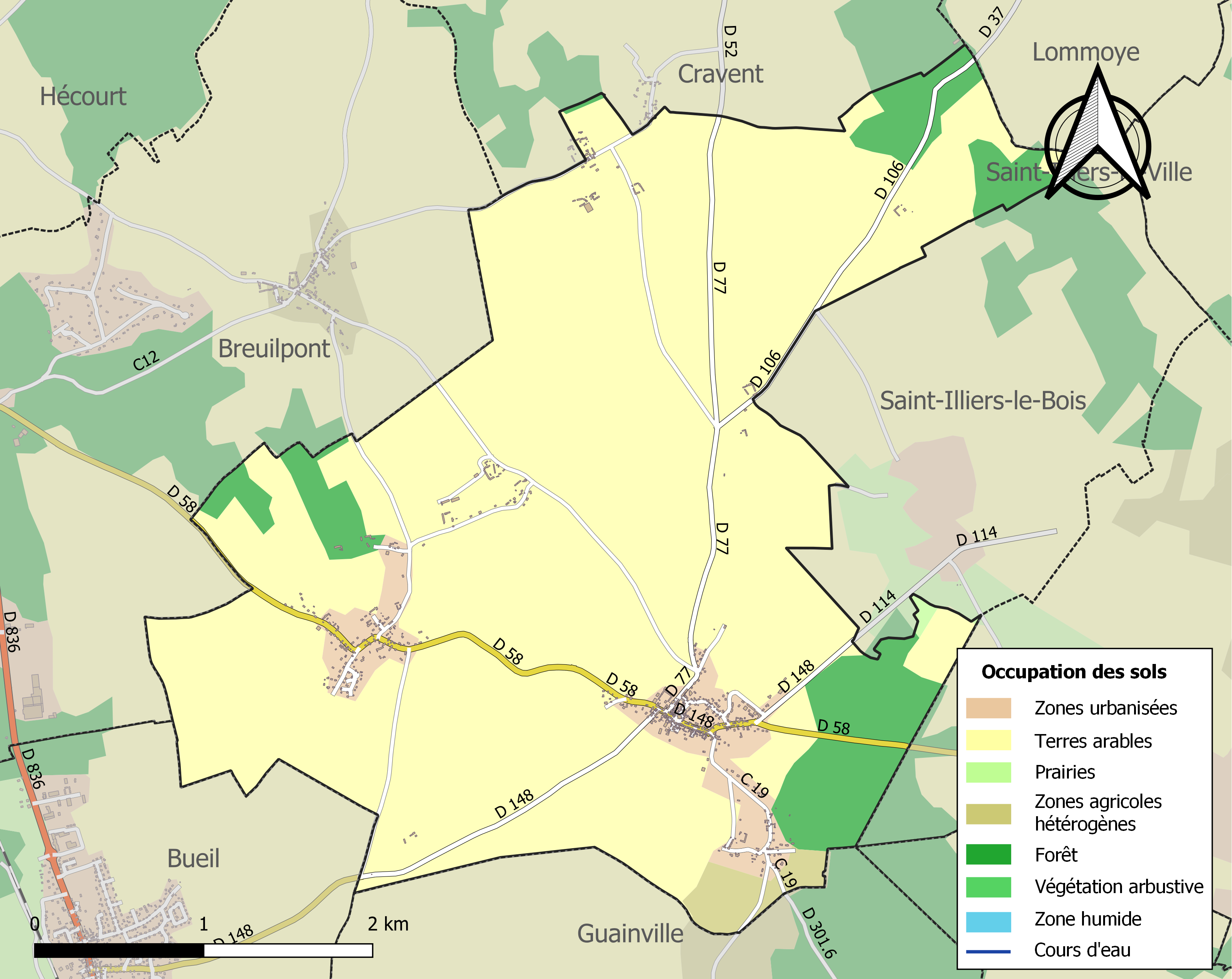
Carte des infrastructures et de l'occupation des sols de la commune en 2018 (CLC).

## Toponymie
Le nom de la localité est attesté sous les formes Villares in Dianae silva (charte du 1er juin 1225 conservée aux archives de l'Eure, G.1499) ;  Villariæ in Diane Sylva (archives de l'Eure) ou Villariae in Dianae sylva en 1225 ; Villers en Daim Sèvre en 1456 (Archives nationales), Villés en Dessæuvre en 1602 (archives de l’Eure) ; Villaribus in Dianae Sylva en 1623 (registre paroissial de Chanu à l'occasion du mariage, le vingt-neuf octobre 1623) ; Villiers en Desserve en 1643 et 1696 ; Villers en Desseuvre en 1722 (Masseville) ; Villiers en Déserve en 1782 (Dict. des postes) ; Villiers-en-Dessæuvre en 1828 (dict. d’Expilly) ; Villiers-en-Désœuvre au XIXe siècle.
Villares in Dianae silva signifie selon les formes anciennes « domaine rural dans la forêt de Diane », forêt appelée aujourd'hui forêt de Bréval ou forêt de Désœuvre (Decevre 1222). Diana se serait contracté en Daim, puis Dé. Cependant, les formes latinisées sont peut-être fantaisistes, l’abbé Villette propose *diva sylva « forêt sacrée », mais l'explication par une agglutination de la proposition de, fréquente dans la toponymie paraît plus simple.
Villares a évolué en Villiers, ce qui explique le -s final.
Silva  a évolué régulièrement en *seuve puis sœuvre cf. Grossœuvre (Eure), et le village a pris son nom définitif de Villiers-en-Désœuvre au XIXe siècle.

## Histoire
Le domaine de Villiers, érigé en baronnie au XVe siècle, a appartenu à Diane de Poitiers.
La commune de Chanu est réunie à Villiers en 1844.

## Politique et administration
| Période                                  | Période   | Identité        | Étiquette | Qualité  |
| ---------------------------------------- | --------- | --------------- | --------- | -------- |
| avant 1981                               | ?         | Pierre Aube     |           |          |
| mars 2001                                | mars 2008 | Daniel Vanhalst |           |          |
| mars 2008                                | En cours  | Christian Bidot | DVD       | Retraité |
| Les données manquantes sont à compléter. |           |                 |           |          |

## Démographie
L'évolution du nombre d'habitants est connue à travers les recensements de la population effectués dans la commune depuis 1793. Pour les communes de moins de 10 000 habitants, une enquête de recensement portant sur toute la population est réalisée tous les cinq ans, les populations de référence des années intermédiaires étant quant à elles estimées par interpolation ou extrapolation. Pour la commune, le premier recensement exhaustif entrant dans le cadre du nouveau dispositif a été réalisé en 2006.

En 2022, la commune comptait 859 habitants, en évolution de −6,73 % par rapport à 2016 (Eure : −0,25 %, France hors Mayotte : +2,11 %).
| 1793 | 1800 | 1806 | 1821 | 1831 | 1836 | 1841 | 1846 | 1851 |
| ---- | ---- | ---- | ---- | ---- | ---- | ---- | ---- | ---- |
| 425  | 467  | 466  | 458  | 463  | 452  | 420  | 683  | 657  |

| 1856 | 1861 | 1866 | 1872 | 1876 | 1881 | 1886 | 1891 | 1896 |
| ---- | ---- | ---- | ---- | ---- | ---- | ---- | ---- | ---- |
| 667  | 633  | 625  | 571  | 597  | 586  | 572  | 565  | 534  |

| 1901 | 1906 | 1911 | 1921 | 1926 | 1931 | 1936 | 1946 | 1954 |
| ---- | ---- | ---- | ---- | ---- | ---- | ---- | ---- | ---- |
| 491  | 509  | 534  | 516  | 478  | 473  | 479  | 474  | 452  |

| 1962 | 1968 | 1975 | 1982 | 1990 | 1999 | 2006 | 2011 | 2016 |
| ---- | ---- | ---- | ---- | ---- | ---- | ---- | ---- | ---- |
| 485  | 461  | 439  | 552  | 687  | 802  | 904  | 862  | 921  |

| 2021 | 2022 | - | - | - | - | - | - | - |
| ---- | ---- | - | - | - | - | - | - | - |
| 883  | 859  | - | - | - | - | - | - | - |

## Culture locale et patrimoine

### Lieux monuments

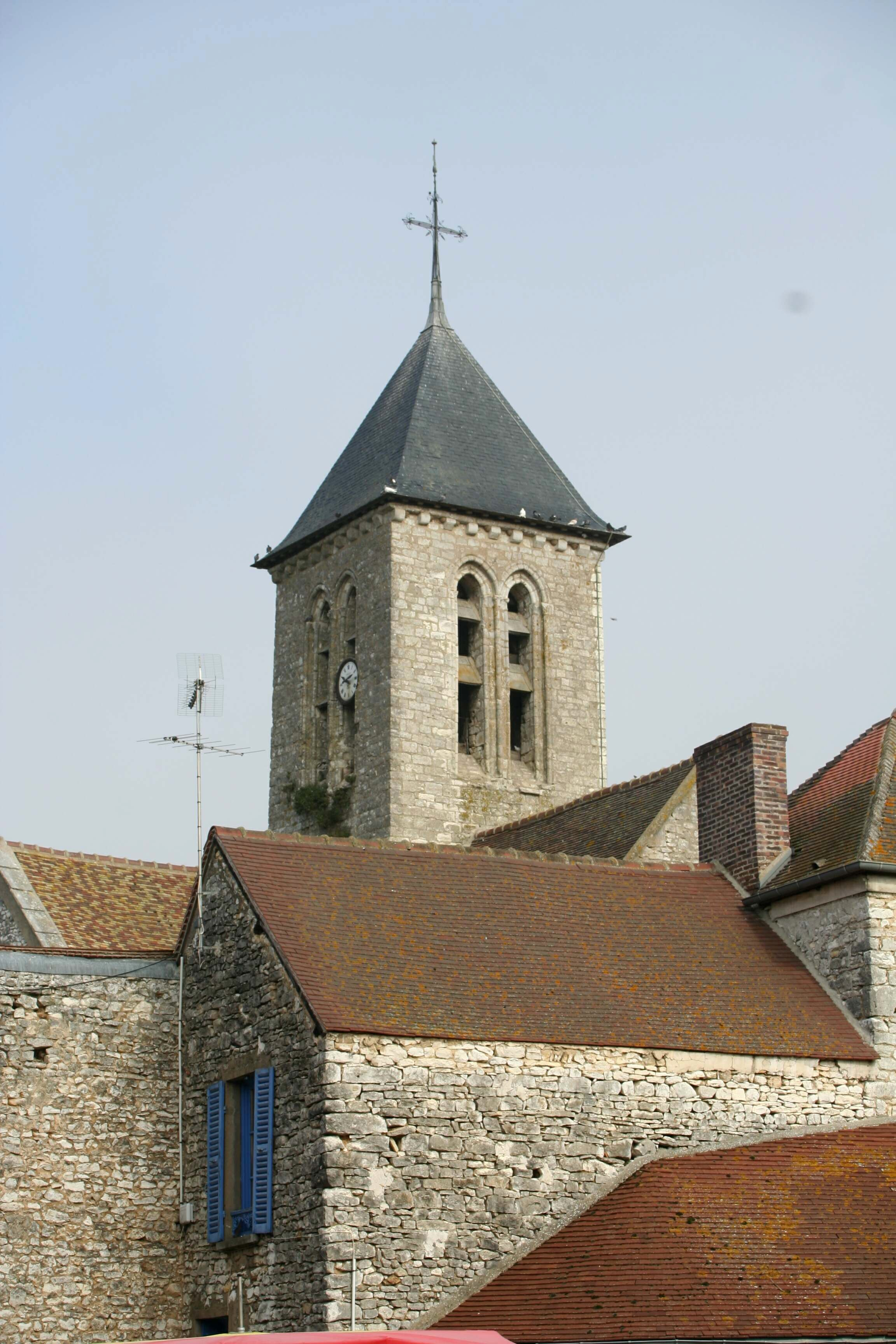
Le clocher de l'église Saint-Nicolas.

- L'église Saint-Nicolasref[22] est à la fois de style roman et de style ogival.

Le début de la construction de l'église daterait de 1225 sur les bases d'un édifice du XIe siècle. Les extensions durèrent jusqu'au XVIIIe siècle. Une croix fleurdelysée en fer forgé datant du XVIe siècle surmonte le clocher de la tour. L'édifice sans la croix atteint une hauteur de 39 mètres.
Saint Nicolas, protecteur de l'église de Villiers-en-Désœuvre, fut évêque de Myre en Asie Mineure au IVe siècle. La cloche baptisée « Saint-Nicolas » a été bénie en octobre 1788 par Messire Simon Baudoire, curé de cette église et prieur de Bonne Nouvelle. La deuxième, nommée « Angélique Victoire », a été bénie en octobre 1828 par Pierre Noël Coquelin, chanoine de la cathédrale d'Évreux, ancien curé de ce bourg. La troisième appelée « Marie » fut bénie en octobre 1829 par Jean Louis Coudevillain, curé archiprêtre des Andelys et chanoine honoraire de la cathédrale d'Évreux. Ces deux dernières cloches furent fabriquées avec celles des anciennes églises de Chanu et d'Heurgeville.
L'édifice possède un orgue en tribune, doté d'un clavier et de quatre jeux. D'esthétique romantique datant du XIXe siècle, il fut restauré de 1994 à 1996.
Une partie des vitraux, sur la façade côté Grand'Rue, a été remplacée en 2003.
- Le cimetière communal qui entourait l'église comme dans bien des villages de France fut déplacé en 1853.

- Le dernier vestige du château de Villiers-en-Désœuvre, antérieur à l'an mil, est la tour dite du Hallot [] qui a été restaurée en 1840. Ce château fort pourrait être à l'origine du nom du village, les « œuvres » étant au Moyen Âge le château et son enceinte. On retrouve par ailleurs de nombreuses tourelles dans le village, cachées dans les cours et jardins des particuliers, qui sont très certainement des vestiges de l'ancienne enceinte fortifiée.

- Église Saint-Pierre de Chanu, mitoyenne de la commanderie, avec son propre cimetière[23] ; une chapelle Saint-Jacques relevait de la paroisse voisine de Saint-Chéron[24].

- Commanderie de Chanu[25],[26],[27].

### Personnalités liées à la commune

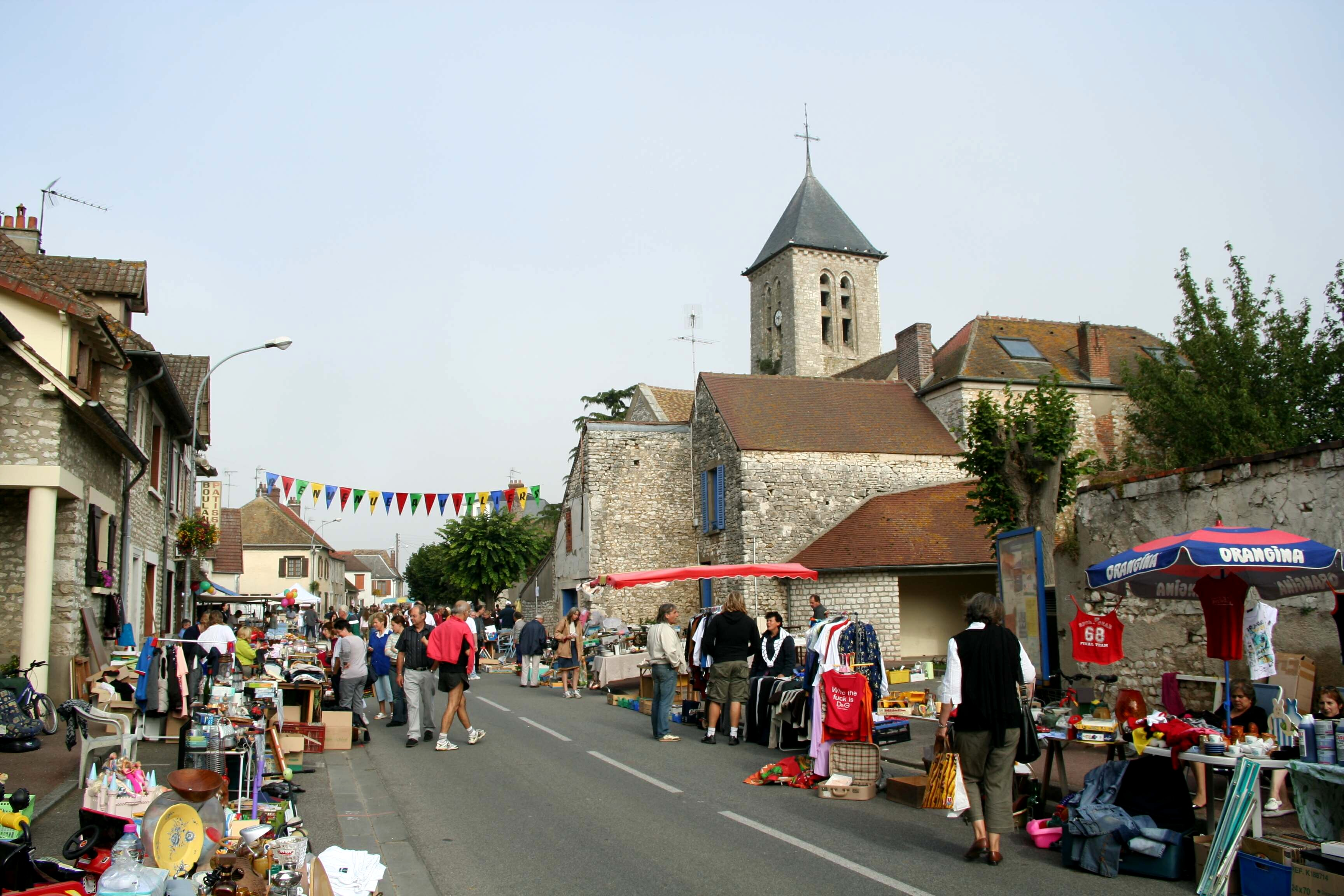
Brocante dans la Grand'Rue de Villiers-en-Désœuvre.

C’est sur la route qui descend vers Bueil, d'Ivry à Villiers qu'on situe l'accident de cheval du docteur Jacques-Désiré Laval, le 3 février 1835. Jacques-Désiré Laval fut missionnaire à l'île Maurice et béatifié par Jean-Paul II.